# Файненшл-дистрикт (Вашингтон)
Файненшл-дистрикт (англ. Financial Historic District, дословно — «Финансовый исторический район», ранее известный как Файненшл-дистрикт Пятнадцатой улицы) — исторический район в городе Вашингтоне, округ Колумбия, США. Границы исторического района включают 38 зданий, 2 из которых не вносят вклад в исторический район. До 2016 года в состав исторического района входило 20 зданий. Строительство здания Казначейства к востоку от Белого дома сыграло значительную роль в развитии финансового района. Крупные банки и другие финансовые учреждения хотели располагаться поближе к зданию казначейства, поэтому многие здания исторического района были построены вдоль 15-й улицы на северо-западе, от Пенсильвания-авеню до улицы I. 
Многие здания на 15-й улице были построены в стиле Бозар, вдохновлённом движением «Прекрасный город» конца 1890-х и начала 1900-х годов. Дополнительные архитектурные стили, представленные в историческом районе, включают неоклассицизм, колониальное возрождение и неоренессанс . Среди архитекторов, проектировавших эти здания, были известные люди местного и национального масштаба. В историческом районе представлены местные архитекторы Жюль Анри де Сибур, Эпплтон П. Кларк-младший, Уодди Батлер Вуд, Джордж С. Купер, Мигран Месробиан, Пол Дж. Пелц, Джордж Окли Тоттен-младший и Б. Стэнли Симмонс. Архитекторами из других частей страны, проектировавшими здания в историческом районе, были Джеймс Х. Уиндрим, Брюс Прайс, Йорк и Сойер, Вурхис, Гмелин и Уокер, Кэсс Гильберт, Каррер и Гастингс и другие.
Исторический район был добавлен в Перечень исторических мест округа Колумбия в 1984 году, через месяц после того, как таверна Родса была снесена после долгой судебной тяжбы по спасению здания. В 2006 году исторический район был включён в Национальный реестр исторических мест. В 2016 и 2017 годах исторический район был переименован в Финансовый исторический район и расширен, чтобы включить в себя исторический финансовый центр в центре города Вашингтон, округ Колумбия.
Среди зданий, внесших вклад в исторический район, три национальных исторических памятника: здание Лафайет, здание Казначейства и здание Объединённого профсоюза горняков Америки. Кроме того, имеется около 20 дополнительных объектов недвижимости, которые по отдельности перечислены в Национальный реестр исторических мест.